# Gianni Versace
Gianni Versace (2. december 1946 i Reggio di Calabria – 15. juli 1997 i Miami) var en italiensk modedesigner.
I 1972 flyttede Versace til Milano for at arbejde som modedesigner og i 1978 præsenterede han sin første damekollektion i eget navn ved en modeopvisning i ovennævnte by.
I 1982 modtog han den første af en lang række udmærkelser, nemlig prisen som "bedste modeskaber" for sin vinterkollektion 1982/1983.
Versace samarbejdede på et tidspunkt med Teatro alla Scala, hvor han designede kostumer for balletten.
Han blev myrdet den 15. juli 1997 udenfor sit hjem i Miami Beach, Florida.
Otte dage senere blev den mistænkte gerningsmand fundet død i et bådehus i Miami.
Versaces modeimperium er siden blevet ført videre af hans søster Donatella Versace.